# Corder (Misuri)
Corder es una ciudad ubicada en el condado de Lafayette en el estado estadounidense de Misuri. En el Censo de 2010 tenía una población de 404 habitantes y una densidad poblacional de 436,93 personas por km².

## Geografía
Corder se encuentra ubicada en las coordenadas 39°5′57″N 93°38′20″O / 39.09917, -93.63889. Según la Oficina del Censo de los Estados Unidos, Corder tiene una superficie total de 0.92 km², de la cual 0.92 km² corresponden a tierra firme y (0%) 0 km² es agua.

## Demografía
Según el censo de 2010, había 404 personas residiendo en Corder. La densidad de población era de 436,93 hab./km². De los 404 habitantes, Corder estaba compuesto por el 94.55% blancos, el 0.99% eran afroamericanos, el 0.74% eran amerindios, el 0.25% eran asiáticos, el 0% eran isleños del Pacífico, el 0.99% eran de otras razas y el 2.48% pertenecían a dos o más razas. Del total de la población el 1.49% eran hispanos o latinos de cualquier raza.